# ベルナール・ラシュス
ベルナール・ラシュス（英：Bernard Lassus、ベルナール・ラスス）は、フランス人アーチスト、ランドスケープアーキテクト（仏：アルシテクト・ペイサジスト）。ベルサイユ・ランドスケープの国立学校「ENSP」創設者のひとり。

## 経歴
もとはフェルナン・レジェに師事した画家。
フランスで初めキネティック・アートのアーティスト（1957年から1967年）として早期認識を得た後、芸術制度の世界に背を向け、様々な産業環境での絵画や彫刻のための新しい社会的な用途を開発する可能性を模索し始める。
1963年のモールレット団地色彩計画に携わり、転進を果たす。
その一方、彼は、パリのボザールで建築の学校で図面の教授としてのキャリアを追求した後、ソルボンヌ大学の時に造形芸術学科を開始し、ヴェルサイユに開設する景観学校エコール・デ・ペイサージュの創設に参加。
ラ・ヴィレット公園設計競技（1981年）で賞を受賞した案は、世界的に注目を集めた。
これを機に、彼の仕事ははランドスケープ・アーキテクチャに特化し始めた。 
1982年からは、ロシュフォールのリターンガーデンのコミッションを獲得し、重要な公共事業として、2000年まで続けた。
このほかには高速道路や文化的景観との関係として、1980年代にフランスでは批判の火の下にあった。そこで、高速道路の景観のために新しいアプローチを示し、高速道路のための国家景観政策の開発に尽力。
以来、ランドスケープデザインへの彼のアプローチは、彼自身の作品を通して、ヨーロッパや米国の様々な大学で彼の教えを通し、有力な表現手法に成長してきている。 

## 代表作
ブラックガーデン（ブーローニュ＝ビヤンクール、ルノー公団、1967年）
ストラスブールにおける学校のモザイクパターン （1961年から1964年）
La Maurelette（マルセイユ）の現代的な近所のアパートの建物の着色 （1962年から1967年）
Saint-Avoldの学校で塗装天井モザイクのデザイン（1963年から1965年） 
クルーズ船 "ルネッサンス"のインテリアデザイン （サン・ナゼールらマルセイユ、1965）
ディジョンにある近代的な近所のアパートの建物の着色（1967年から1974年）
エヴリーにある植物とレンガのファサード（1971-1978）
Guenangeの学校で人工的植栽（文化省の芸術の1％補助による。1972年） 
ロレーヌのフラットや家の環境の気分や色15000：Uckange、チオンヴィル、ビルリュー（1973年から1987年） 
Environmental moods and colors for 15000 flats and houses in Lorraine: Uckange, Thionville, Villerupt (1973-1987年）
クルーズ船 "メルモ"のインテリアデザイン（1975年） 
Epareb・イストル ル・セペント・レ・パピヨンの歩道橋（1981年） 
シャンゼリゼ・パリの交差点の中央バッキング・プラットフォームの再設計（1981年） 
マルセイユの歩道橋"シュマン・デ・ラ・フォンテーヌ"（1982年） 
Retours庭園（ロシュフォール-sur-Mer、1982-2006年） 
クルーズ船 "ラプソディ"のインテリアデザイン（ノーフォーク＆マイアミ、1985年） 
ニーム-ケサルグ（Nimes-Caissargues）間高速道路休憩エリア、（1989-1990年）
光薮の庭（The Garden of Optical Bushes、ニオール、1993年） 
ナント・ニオール（Nantes-Niort）間の高速道路A83（1989年から1997年）の残エリア 
シティスクエア・ドリアン "Vosgian中空パス"（パリ11eme、1990-1997年）
Crazannes高速道路A837（1995-1999）で休憩エリアや採石場の風景デザイン（1993年から1999年）
アンジェ・ツアー間高速道路A85の美化（1996年から1999年）
アランソン・ルマン・ツアー高速道路A28の造園（1998年から2000年） 
クラザンヌ採石場跡地修景計画（2001年）